# テイク・ザット
テイク・ザット（Take That）は、イギリスのポップグループ。1990年にマンチェスターで結成された。
イギリスで最も有名なポップグループの一つであり、2024年までに発表したオリジナル・アルバム9枚の内7枚が全英アルバムチャート1位、3枚がイギリスのアルバム年間チャートTOP3入り（内1枚は1位）。イギリスだけで11枚のナンバーワン・シングルと27枚のTOP40シングルを持ち、「チャートの歴史の中で最も成功したボーイ・バンド」といわれるなど全欧的な人気を誇る。ボーイ・バンドの先駆者の一つとして認知されており、後のバックストリート・ボーイズ、スパイス・ガールズ、5ive、ボーイゾーン、ウエストライフ、ワン・ダイレクションなどのポップ・グループの礎と流行を作った。1990年から1996年の5年間だけで2500万枚を売り上げ、その間にイギリスのテレビ局、BBCでは「UK音楽史上、ビートルズ以来、最も成功したバンドで老若男女問わずに愛されている」とたびたび報じられた。ブリット・アワードではブリティッシュ・グループ賞など8度の受賞（18回ノミネート）、アイヴァー・ノヴェロ賞では特別功労賞などを受賞。
ロビー・ウィリアムズの脱退、マネージャーとの関係悪化により1996年に解散。メンバーはそれぞれソロ活動などをしていたが、2005年にロビーを除いた4人で再結成する。同年はテイク・ザット特集のドキュメンタリー番組が放送されベスト盤を再度リリース。2006年の再結成ツアーは大成功を収め、2006年末には再結成後初のアルバム『ビューティフル・ワールド』もリリース、変わらぬ人気と売り上げを記録し続けるだけでなく、様々な記録を塗り替えるなど「最も成功した再結成」とも呼ばれた。
ダンス・ポップ調やバラードの曲に人気があり、初期の楽曲はメンバーのゲイリー・バーロウによってほとんどが作られたが、他のメンバーにも作詞作曲の能力があり、再結成後には全員で曲作りを担当している。同じく解散前は主にメイン・ボーカルをバーロウが担当していたが、再結成後は他のメンバーがメインを務める機会が格段に増えた。
ヒット曲に「プレイ」「リライト・マイ・ファイアー」「バック・フォー・グッド」「ネヴァー・フォゲット」「ペイシェンス」「ルール・ザ・ワールド」「ザ・フラッド」「グレイテスト・デイ」「ラヴ・ラヴ」などがある。

## メンバー
| 名前                                       | プロフィール                                               | 担当                       |
| ------------------------------------------ | ---------------------------------------------------------- | -------------------------- |
| ゲイリー・バーロウ （英語: Gary Barlow）   | 1971年1月20日（54歳） イングランド チェシャー              | メイン・ボーカル ピアノ    |
| マーク・オーエン （英語: Mark Owen）       | 1972年1月27日（53歳） イングランド ランカシャー オールダム | ボーカル ギター            |
| ハワード・ドナルド （英語: Howard Donald） | 1968年4月28日（57歳） イングランド ランカシャー            | ボーカル ダンサー ドラムス |

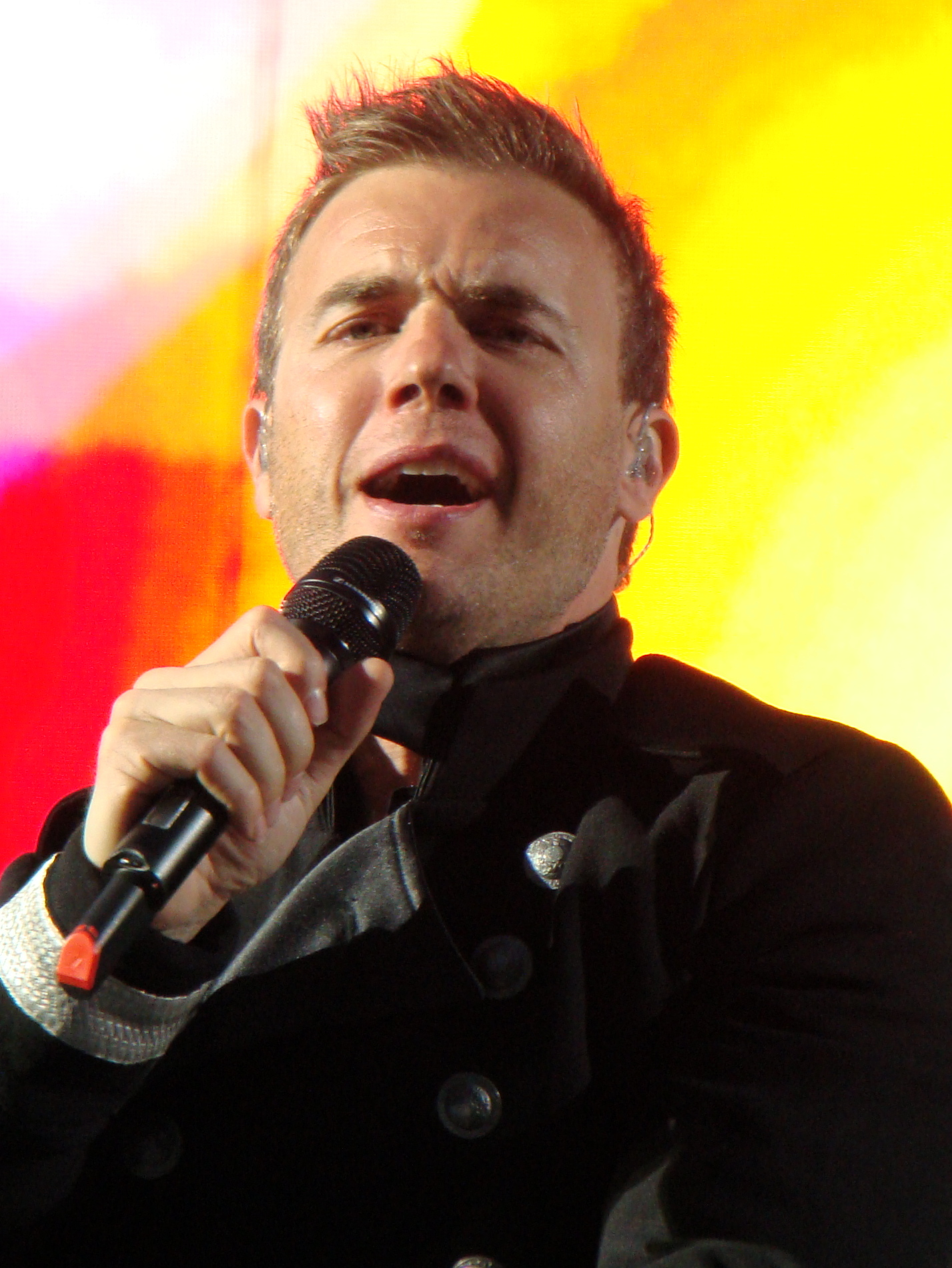
ゲイリー・バーロウ
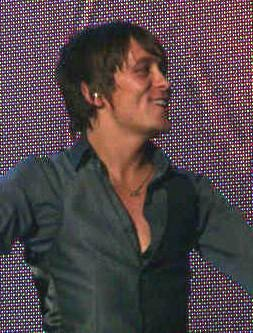
マーク・オーエン
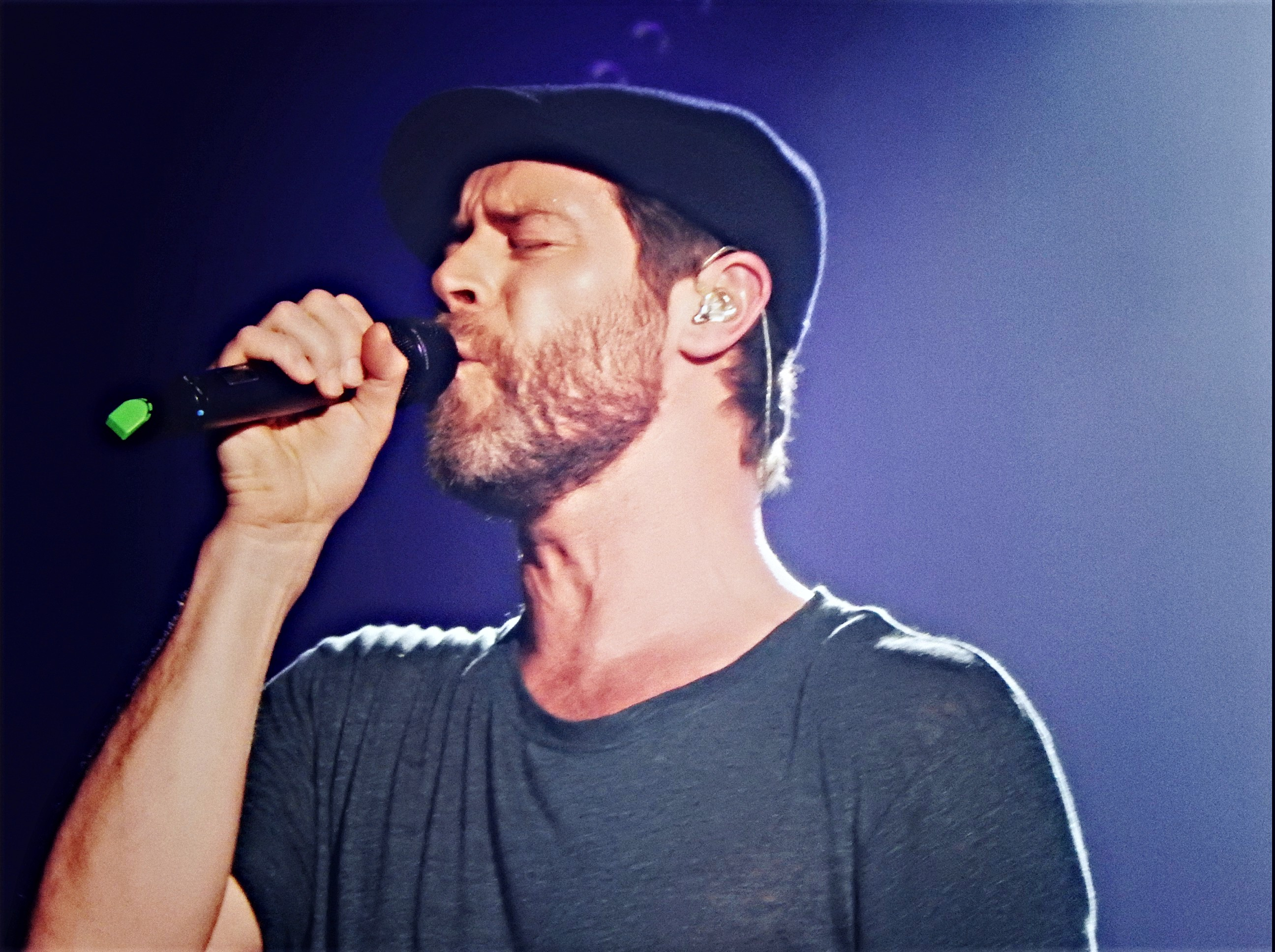
ハワード・ドナルド

### 元メンバー
| 名前                                           | プロフィール                                                                     | 担当                     | 在籍期間            |
| ---------------------------------------------- | -------------------------------------------------------------------------------- | ------------------------ | ------------------- |
| ロビー・ウィリアムズ （英語: Robbie Williams） | 1974年2月20日（51歳） イングランド スタッフォードシャー ストーク＝オン＝トレント | ボーカル                 | 1990-1995,2010-2011 |
| ジェイソン・オレンジ （英語: Jason Orange）    | 1970年7月10日（55歳） イングランド マンチェスター                                | ボーカル ダンサー ギター | 1990-1996,2005-2014 |

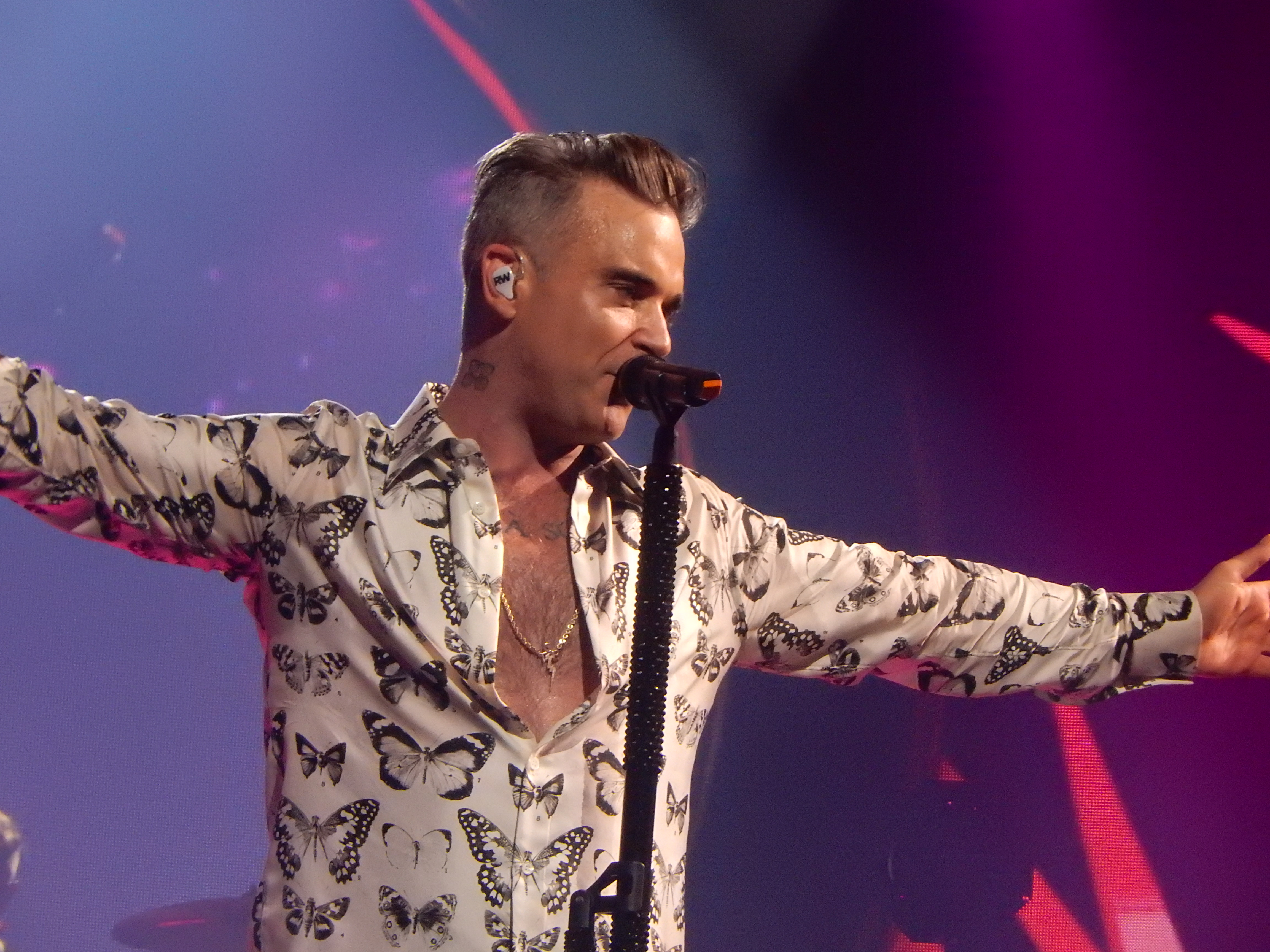
ロビー・ウィリアムズ
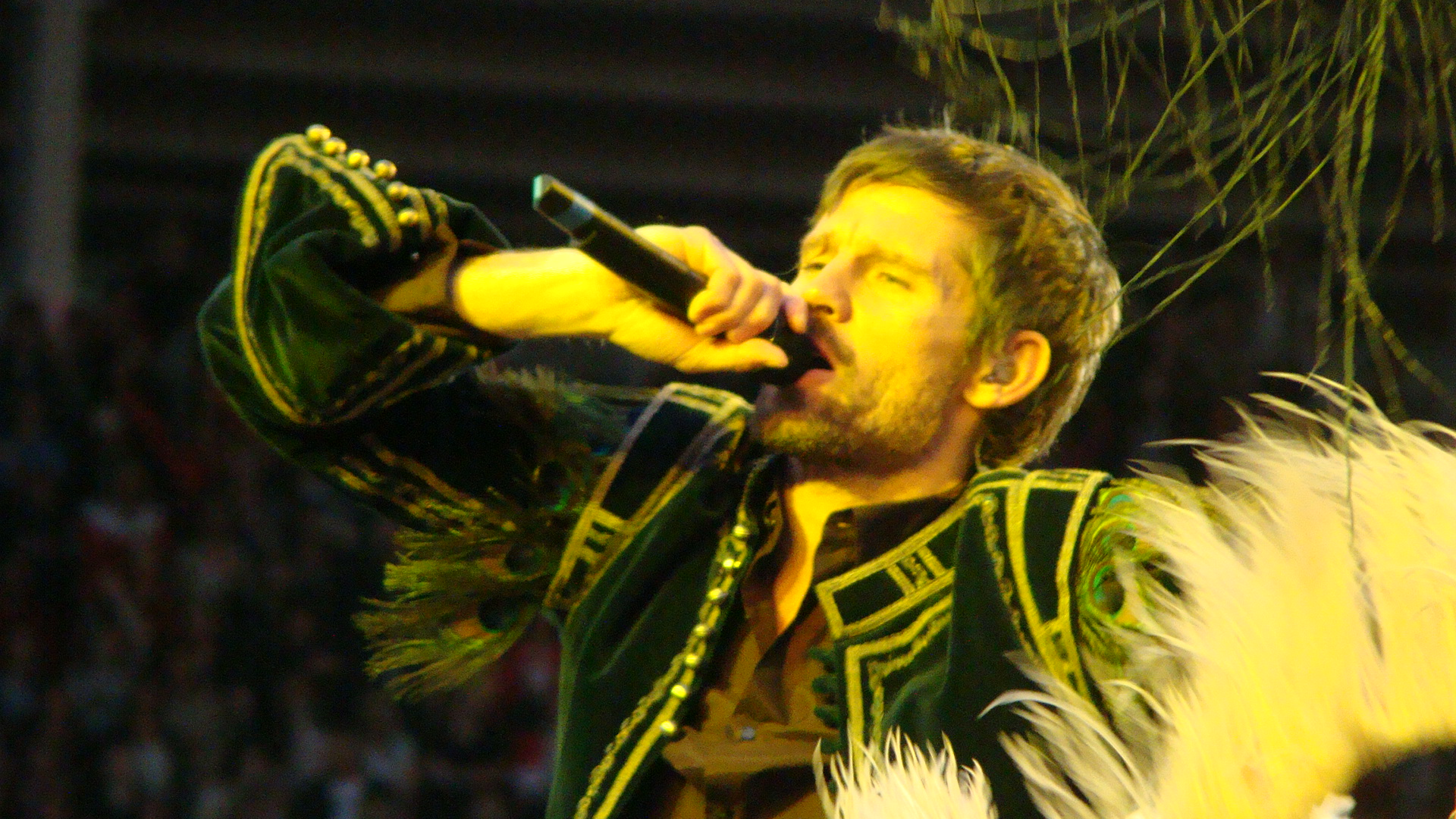
ジェイソン・オレンジ

## 来歴

### 結成からデビュー当初
イギリスのチェシャーで生まれたゲイリー・バーロウは15歳のときにイギリスのテレビ局、BBCで主催で開催されたA Song For Christmasというコンテストに出場。Let's Pray For Christmasをパフォーマンスした。そのコンテストで準決勝まで勝ち進むと、London's West Health Studiosにレコーディングをしないかと招待される。これがきっかけで、Northern club circuitというところで彼自身の歌やカバー・ソングを披露するようになった。
18歳になるとマンチェスターでカーティス・ラッシュという名前でレコーディング活動をはじめた。ここで1990年にイギリスの有名なマネージャーであるマーティン・スミスが「いまのUKチャートには新しいバンドが必要」と思いたちバーロウと2人でオーディションを開催。ここでランカシャーで生まれたマーク・オーエンとロビー・ウィリアムズが出会い2人はこのオーディションに合格する。RDS Royalというクラブでブレイク・ダンサー、そしてDJをしていたハワード・ドナルドと画家・室内装飾業者をしながらストリートダンサーとしてテレビ番組にも出演していたジェイソン・オレンジの2人はStreetbeatというグループを結成する。マネージャーであったマーティン・スミスはバックダンサーのオーディションも行い、この2人がメンバーとなり5人として活動を開始する。
そろった5人は自らテイク・ザット(Take That)と称するようになる。この名前はある日読んだ新聞にマドンナについて記事が書かれていて、そこに書いてあった単語、"Take That"からとった。また、バーロウは「これはいくつもの案の中でも悪いやつ。でも最初のアイディアよりはまし。だって最初のアイディアはKick Itだったんだから。」と言っている。
最初の2年はイギリスのゲイ・クラブや高校で主にプロモーションを兼ねたライブ活動をしていた。ゲイ・クラブでの活動やそのパフォーマンス・ファッションに注目が集まり、「マネージャーのマーティン・スミス氏はゲイだ」というパロディ・ソングなども歌われた。結果、1992年には念願のメジャー・レーベルと契約。ファースト・シングル、「ドゥ・ホワット・ユー・ライク」（UKチャート82位）のプロモーション・ビデオでは、メンバーが裸になり、ゼリーを体に塗りつけるという過激な内容であった。こうしたゲイ・クラブでのライブの経歴などから、「ゲイ・バンド」という先行したイメージがもたれ、また重要である10代の女性層に人気がなく、その後リリースされた「愛を知る時」と「プロミス」はUKチャートにもやっとランクインする程度であった。

### 成功
ディスコ・ボーカルグループのタヴァレスが1975年に発表した、「イット・オンリー・テイクス・ア・ミニット」のカバー・バージョンをリリースすると、たちまちヒット曲となる。テンポが早く、ダンス調のこの曲はUKチャート7位をマークした。この動きから、次のバラードソング「ミリオン・ラヴ・ソングス」と「アイ・ファウンド・ヘヴン」は両方ともトップ20にランクインした。そしてバリー・マニロウ、ドナ・サマーのヒットをカバーした「恋はマジック」をリリースすると大ヒットとなり、この4曲のヒットでテイク・ザットは公の場でパフォーマンスを行うようになる。1992年にはアルバム、『テイク・ザット&パーティ』をリリースした。
1993年は アルバム、『エヴリシング・チェンジズ』をリリース。このアルバムは、ダン・ハートマンの1979年のヒット曲をカバーした「リライト・マイ・ファイア」以外はほぼバーロウ単独で書いた楽曲で構成され（「エヴリシング・チェンジズ」はバーロウと外部ソングライターの共作）、ドナルドも「イフ・ディス・イズ・ラヴ」で作曲に関わった。このアルバムからの1stシングル、「いつも二人で」がUKチャート2位をマークすると、その次のシングル、「プレイ」が初めてUKチャート・ナンバー1を獲得する。それに続き、「リライト・マイ・ファイア」、「ベイブ」（しかし、この曲は・クリスマス・ナンバー1ソングを逃した）、そして「エヴリシング・チェンジズ」が1位をマークする。5枚目のシングル「ラヴ・エイント・ヒア・エニモア」はUKチャート3位を記録した。またダイアナ元妃との会談、エルトン・ジョンとのテレビ番組など、一時代を築いた。
1995年に『ノーバディ・エルス』をリリースし、このアルバムからのファースト・シングル「シュア」はUKチャート1位をマークすると、次のシングル「バック・フォー・グッド」はイギリスは勿論、オーストラリア、カナダ、ドイツなど世界各国で1位を獲得するのみならず、アメリカでも最高7位を記録した。日本ではフジテレビの深夜に放送されていた音楽番組『BEAT UK』でも発表するシングルのほとんどが初登場No.1を獲得していた。この間も日本にプロモーションやライブで何度も来日している。

### ロビー・ウィリアムズの脱退と解散
1995年7月にロビー・ウィリアムズがマネージャー、メンバーとの意見の食い違いからテイク・ザットを脱退する。テイク・ザットはそれでもアルバム、『ノーバディ・エルス』のプロモーション活動を続けた。特に人気のあった「ネヴァー・フォーゲット」をパフォーマンスし続け、日本にも4人で4度目の来日を果たし、国立代々木競技場にて2日連続のライブを行なった。しかし、これが解散前の最後のテイクザットとしての来日公演となってしまった。
ロビー・ウイリアムスなきテイクザットの行く末は、マネージャーのナイジェル・マーティン・スミスが初めから目論んでいた、ゲイリー・バーロウの単独ソロでの成功という方向性だった。1996年2月13日、テイク・ザットは解散を発表する。このニュースは世界中のファンの心に衝撃を与え、電話相談サービスが設けられたほどである。ファンの悲嘆は予想以上で、メンバーのハワード・ドナルドも自殺未遂をするほどの状況であった。
解散前最後のアルバムとして、1996年にベスト盤『グレイテスト・ヒッツ』をリリース。またこのアルバムに新曲「愛はきらめきの中に」が加えられ、最後のナンバー1シングルとなった。同曲はビー・ジーズの大ヒット曲でもある。

### 再結成
2005年11月16日、ITVに出演。解散時どのような気持ちであったか、また解散してから今までの10年間それぞれが何をしていたかなどをテーマにしたドキュメンタリー番組『Take That: For the Record』を放送(脱退したロビー・ウィリアムズも別撮りで出演)。この番組ではテイク・ザットの本音、関係者の暴露、共に共演したアーティストの暴露などが放送された。テイク・ザットはデビュー当時からマネージャーの「お酒、タバコはだめ、ガールフレンドは絶対につくらない」という方針に縛られていた。そんな中でロビーがドラッグとアルコール中毒になったのは有名な話であった（関係者によると一番酷いときで1時間に2回コカインを使っていたという）。またハワードが「マネージャーは知らなかったけど、実際は何人もの女性と寝た」と暴露。当時共演していたある女性アーティストが「それは私。ロビーとも寝たわ」とコメントした。
11月26日には2006年からロビーを除く4人で再結成ツアー『ライヴ・イン・マンチェスター』を開始すると発表。2006年4月から当初11公演の予定であったがすぐにチケット完売となり、19公演を追加。2ヶ月に渡るツアーを成功させた。またアメリカの人気女性グループ、プッシーキャット・ドールズやシュガーベイブスなどがゲストとして共にパフォーマンスをした。ツアー中、4人は何度も「ロビーを迎え入れるドアはいつも開いている。もし何か退屈になって歌が唄いたくなったらいつでも準備はできてる。僕たちは彼のために1つ余分にマイクを用意しているんだ」と言い続けた。新しく発売されたベスト・アルバムには新曲「Today I've Lost You」が収録された（同曲は解散する直前に仕上げられ、未発表となっていた）。
テイク・ザットの再結成、そして成功はニュー・キッズ・オン・ザ・ブロックやブルーなど他のバンドの再結成に多大な影響を与えた。ブリット・アウォードでは受賞の際、ナレーションで「解散してから再結成してここまで成功するアーティストはいままでにはなく、これからもないだろう」と言われた。長期にわたって再結成が噂されていたスパイス・ガールズも2007年6月28日に正式に再結成を発表し、「テイク・ザットに影響されている」と語った。
2006年5月9日にテイク・ザットは約10年ぶりにレコーディング活動を再開する。マークは「これまでにない最高のアルバムをつくる」とコメント。またハワードがロビーに再結成とレコーディング活動再開のことを伝えたと公にすると、ロビーが戻ってくるのではないかという噂が流れ始めた。
9月10日にはシングル「ペイシェンス」が再結成後初のシングルになると発表。音楽業界は「待つ価値がある」と揃ってコメントをした。11月20日に「ペイシェンス」をリリースすると、2週目にはUKチャート1位を記録。テイク・ザット9度目のチャート1位を記録した。また同曲は2006年シングル売り上げランキング8位に輝いた。ドイツでは1週目のチャートで「バック・フォー・グッド」以来のチャート1位を記録。アルバム『ビューティフル・ワールド』は12月6日にUKチャート1位を記録。6週間連続でUKチャート1位を保ち、11月の後半にリリースされたにもかかわらず2006年アルバム売り上げランキングでは2位に輝いた。また同アルバムは『ノーバディ・エルス』以来、約11年ぶりのトップ・アルバムになった。
2007年1月にはイギリスの女性雑誌、『New Woman』でジョニー・デップ(3位)、オーランド・ブルーム(4位)、ジョージ・クルーニー(6位)、ブラッド・ピット(7位)、ジャスティン・ティンバーレイク(10位)、デビッド・ベッカム(20位)を抑えてテイク・ザットとして世界で1番セクシーな男性に選ばれた。
2007年の初頭にはアメリカのレコード会社と契約し、『ビューティフル・ワールド』はカナダでもリリースされることになった。約10年振りのニューアルバムにもかかわらず1ヶ月でイギリス国内のみで150万枚を売り上げ、テイク・ザットは見事音楽界にカムバックした。またスペイン、デンマーク、イタリア、ドイツ、台湾、日本でもプロモーション活動をした。
『ビューティフル・ワールド』からの「ペイシェンス」に続く2ndシングルとして「シャイン」が2月26日にリリースされた。発売に先駆け、チャンネル4ではミュージックビデオが1月15日に放送された。3月4日には「シャイン」がUKチャート1位を記録し、テイク・ザット10度目のナンバー1シングルとなった。これはアバとスパイス・ガールズが持つ記録（9曲）を抜いたことになる。
2月14日にはイギリスのアールズ・コートで開催されたブリット・アワードで「ペイシェンス」をパフォーマンスし、同曲は見事最優秀シングル賞を受賞した。
「シャイン」につづく3rdシングルとして「アイド・ウェイト・フォー・ライフ」がUKで6月18日にリリースされたが、この曲はUKチャート上位には入らなかった。一方「ペイシェンス」と「シャイン」はUKチャートに長期間ランクインし続けた。
8月にマシュー・ヴォーン監督作映画『スターダスト』のメインテーマとして、ゲイリーがメイン・ヴォーカルを務める新曲「ルール・ザ・ワールド」をレコーディング。シングルは2007年10月22日にイギリスでリリースされた。
2007年秋からはヨーロッパを回るツアー『ビューティフル・ワールド・ツアー』を開始。テイク・ザットとして最も売れたツアーであり、イギリス音楽史上最大のツアーの一つとなった。ウィーンでの公演中ハワードが右肺を潰してしまい、7公演を3人だけで回るアクシデントがあった。すぐに手術が行われ無事成功し、ドクター・ストップがかかっている最中は観客としてツアーを観察しメンバーにフィードバックする立場となった。オーバーハウゼンでの公演で復帰、最後まで無事にツアーを終えた。最終日は12月31日であり、O2アリーナでカウントダウンライブという形式になった。
2007年の成功により、2008年のブリット・アワードにブリティッシュ・グループ、ベスト・シングル（シャイン）、ベスト・アルバム（ビューティフル・ワールド）、ベスト・ライブ・アクト部門の計4部門にノミネートされた。このうちベスト・シングルとライブ・アクト部門の2部門を受賞した。
アルティメット・ツアーとビューティフル・ワールド・ツアーの2つの大規模なツアーを成功させた彼らは、当初2008年8月まで休暇を取り秋から新たなアルバム制作に取り組む予定だったが前倒ししている。初夏にはレコーディングスタジオにいるところを目撃されている。9月には曲作りの仕上げとしてロサンゼルスでレコーディングを行った。
10月からは新曲「グレイテスト・デイ」のプロモーション活動に入った。10月13日にイギリスの地方ラジオ局で「グレイテスト・デイ」が初めて流された。この際、電話出演をしたゲイリーがニューアルバム名は『ザ・サーカス』であることを公表した。イギリスでは11月24日にシングルが発売、UKチャートで1位を記録した。『ザ・サーカス』は12月1日に発売。
2009年のブリット・アワードではブリティッシュ・グループ部門にノミネート。また「グレイテスト・デイ」をパフォーマンスした。
3月2日には「アップ・オール・ナイト」がシングルとしてイギリスで発売された(UKチャートでは14位)。ドイツとイタリアでは同曲の代わりに3月20日に「ザ・ガーデン」がシングルとしてリリースされた。6月15日には「セッド・イット・オール」がシングルとしてイギリスで発売される。

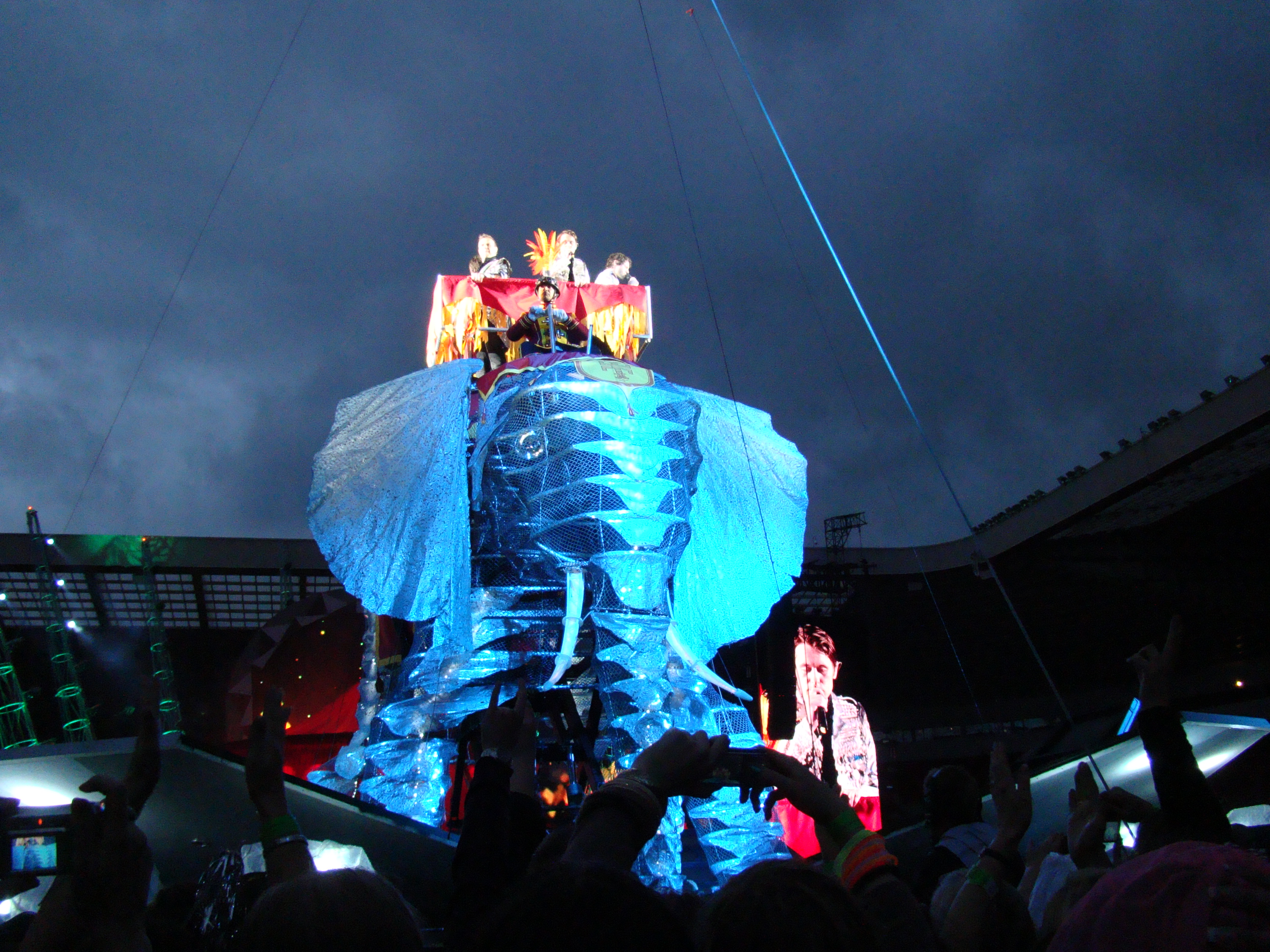
ザ・サーカス・ライヴに登場した巨大な機械仕掛けの象（2009年）

6月5日より『ザ・サーカス・ライヴ』を開始。このツアーのチケットの売り上げの速さはマイケル・ジャクソンの"Bad Tour"を抜き約5時間で全公演が完売し、イギリスで最も早くチケットを売り上げたツアーとなった。
。7月5日にロンドンのウェンブリー・スタジアムで終えた1か月に渡るツアーは、合計65万人もの観客を動員した。また、このツアーのDVD・ブルーレイは発売当日で8万枚以上を売り上げる最速記録を達成した。
11月には『ザ・サーカス・ライヴ』のライヴアルバム『ザ・グレイテスト・デイ』をリリース。またゲイリーは、テイク・ザットは現在アメリカでロビー・ウィリアムズと共に2010年に向けたニューアルバムを制作中であることを発表した。幾つかの曲でロビーがリードボーカルを務めていることも発表。長い間噂されていた5人での再結成が実現することとなった。

### ロビー・ウィリアムズの復帰
2007年4月、ロビー・ウィリアムズの母が「彼（ロビー）自身テイク・ザットの最近の功績やまたメンバーの一員になることに興味がある」と大衆紙に発表。ロビー自身も「テイク・ザットに近い将来戻ることは必然的なことである」とコメントした。2007年7月1日にイギリスで放送されるダイアナ妃の追悼コンサートであるコンサート・フォー・ダイアナでロビーが合流するのでは、と噂されたが実現しなかった。
2007年夏にも再結成したメンバーがロサンゼルスで再度ロビーのメンバー入りを口説くが失敗に終わる。最終的にはしびれを切らしたかのごとく、インタビューでゲイリーらは「彼の居場所はもう無い」と語った。
2009年3月、ロビーはある雑誌のインタビューで、もしゲイリーがまた（ロビーを）呼んでくれれば2009年あるいは2010年にメンバーの一員に戻ることを示唆した。
2009年4月にゲイリーが「現在のテイク・ザットはハッピーなバンド。だからロビーは復帰しないだろう」とインタビューで答えていたにもかかわらず、2009年のBBCチャリティ・イベントではロビーは彼自身の新曲"You Know Me"をパフォーマンスしたが、その後参加者全員でパフォーマンスしたビートルズの「ヘイ・ジュード」ではゲイリーと肩を並べて同じステージ上で歌い、既に和解したかのごとく舞台上で抱き合った。ロビーは自身のソロ活動が落ち着いた頃に、テイク・ザットとのツアー無しの再結成とアルバム制作を望んでいたことを明らかにする。
ジョナサン・ロスのインタビューで、ロビーは現在テイク・ザットの一人として楽曲を制作中であり、右手首にテイク・ザットのシンボルである"TT"のタトゥーをいれたと発言。
彼らがお互いどう折り合いをつけるかに注目が集まる中、2010年7月15日にロビーが正式にテイク・ザットに戻ることがテイク・ザットのマネージメント会社を通じて発表された。
5人でのニューアルバム『プログレス』が11月15日に発売されUKアルバムチャート1位を記録。発売初日で23万枚を売り上げ、イギリスでは「今世紀最も早く売れたアルバム」となった。更に発売一週間で52万枚を売り上げ、イギリス音楽史上初週で最も売れたアルバムにもなった。またイギリスのアマゾンでも今までで最も売れたアルバムとなった。『プログレス』は6週間連続でアルバムチャート1位を保ち、年末に発売したにもかかわらず2010年で最も売れたアルバムになった。
11月7日に発売された『プログレス』からの1stシングル「ザ・フラッド」はUKシングルチャート2位を記録。イギリス国内のみで5万枚を売り上げ、ヨーロッパ内の9ヶ国のチャートでもトップ10入りを果たした。
11月13日、ITVで『プログレス』の製作過程と、ロビーが復帰に至るまでの過程を描いた白黒ドキュメンタリー映画『Look Back, Don't Stare』を放送。2005年の再結成時にITVで放送されたものとは違い、解散前のスキャンダルの暴露よりも再結成後のバンドとロビーのすれ違い、及びそれに対するロビー本人の葛藤がメインに置かれている。映画の中では、2009年11月には「ザ・フラッド」が既にレコーディング済みであったこと、2009年のBBCチャリティイベントの後に復帰を発表しようとしていたがロビーの気持ちがテイク・ザットから離れてしまい復帰が遅れたこと、『プログレス』がエレクトロ色が強く4人の頃とは音楽性が明らかに違うアルバムになったのはメンバー全員で議論を重ねた上の結果であることが明かされた。また解散前までは自分たちがまるで製品のようで、同じ10代後半の少年たちがするように学校に行ったり職探しをすることもなく、常にファンの歓声に囲まれる生活を送っていたことが恥ずかしく苦痛であり、現在は自分たちの作りたい曲を、歌詞を、アルバムを、ツアーをすることができるバンドになれたことが本当に嬉しい、と5人が口々に溢す映像も映されている。この映画では他にもロビーの薬物依存症やマークのアルコール依存症とそのリハビリ後の姿、解散後最大の問題であったゲイリーとロビーの長期に渡る争いと、その解決のために歩み寄ろうとする2人の姿が過去の映像と共に紹介された。12月6日にはDVD、ブルーレイで発売。
2011年2月20日、『プログレス』より2枚目のシングル「キッズ」が発売。UKシングルチャート28位を記録する。2011年のブリット・アワードではオープニングアクトとして機動隊に扮したダンサーを従え同曲をパフォーマンスし、批評家から絶賛された。ブリット・アワードではブリティッシュ・グループ賞を受賞、アルバム賞にノミネートされた。
3月18日には3枚目のシングル「ハッピー・ナウ」を発売。
4月29日に『X-MEN:ファースト・ジェネレーション』の公式楽曲を手掛けていることが発表され、5月11日よりイギリス国内でデジタルダウンロード版のシングル「ラヴ・ラヴ」が発売される。
5月27日より「プログレス・ライヴ」を開始、7月29日までヨーロッパ内を36公演を開催した。チケットの発売日にはイギリスの主要なオンラインチケット販売サイトが次々にクラッシュし、国内の電話回線がパンクする事態になった。結果一日で110万枚のチケットを売り上げ、『ザ・サーカス・ライブ』で自身が打ち立てた最速販売記録などを全て塗り替えた。
6月10日、『プログレス』に「ラヴ・ラヴ」と他5曲を含めた二枚組EPとして『プログレスド』が発売され、UKアルバムチャート1位を記録。
7月7日、『プログレスド』からのセカンドシングルが「ウェン・ウィー・ワー・ヤング」であることと、この曲が『三銃士/王妃の首飾りとダ・ヴィンチの飛行船』に提供されることを発表。「ウェン・ウィー・ワー・ヤング」は8月22日に発売された。
7月16日、コペンハーゲンで予定されていた「プログレス・ライヴ」がロビーの食中毒によるドクターストップで当日中止となったことがFacebook上の公式ページで発表された。これはテイク・ザットにとって初めてのライブ中止となる。
5月、アイヴァー・ノヴェロ賞の特別功労賞を受賞したため、久し振りにゲイリー、マーク、ハワードがテイク・ザットとして授賞式に登場。

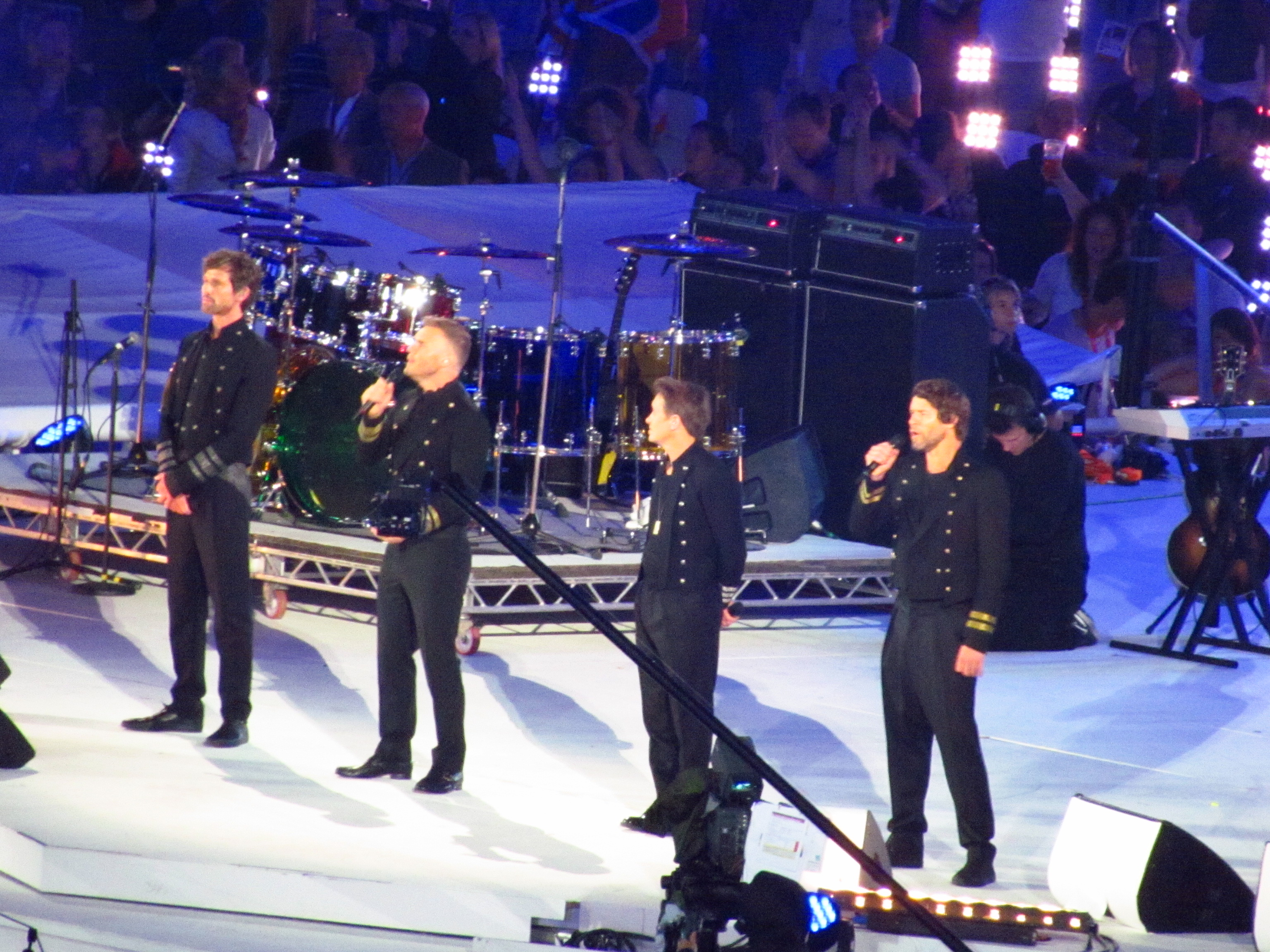
2012年ロンドンオリンピック閉会式

6月、ロンドンオリンピックの閉会式で5人揃ってパフォーマンスを行うことを発表したが、後にロビーが妻の出産を控えているため出演をキャンセル。4人で「ルール・ザ・ワールド」を歌った。また7枚目のアルバムを製作中であることも明かされ、順調であれば2013年末にリリース予定であるとされていたが、実際のリリースは2014年となった。
2013年5月に、オーエンがレコーディングの予定について明かし、ドナルドとバーロウはスタジオ作業を開始した。この時点では、ウィリアムズが参加するかどうかは未確定であったが、2014年4月28日に、ウィリアムズが2人目の子供を迎えるための準備を行うため、今回のアルバム及びツアーには参加しない旨が明かされた。ただし、今回の決定は友好的なものであり、いつでもグループに戻ってくることを歓迎する、とバーロウは語った。

### ジェイソン・オレンジの脱退、3人体制へ

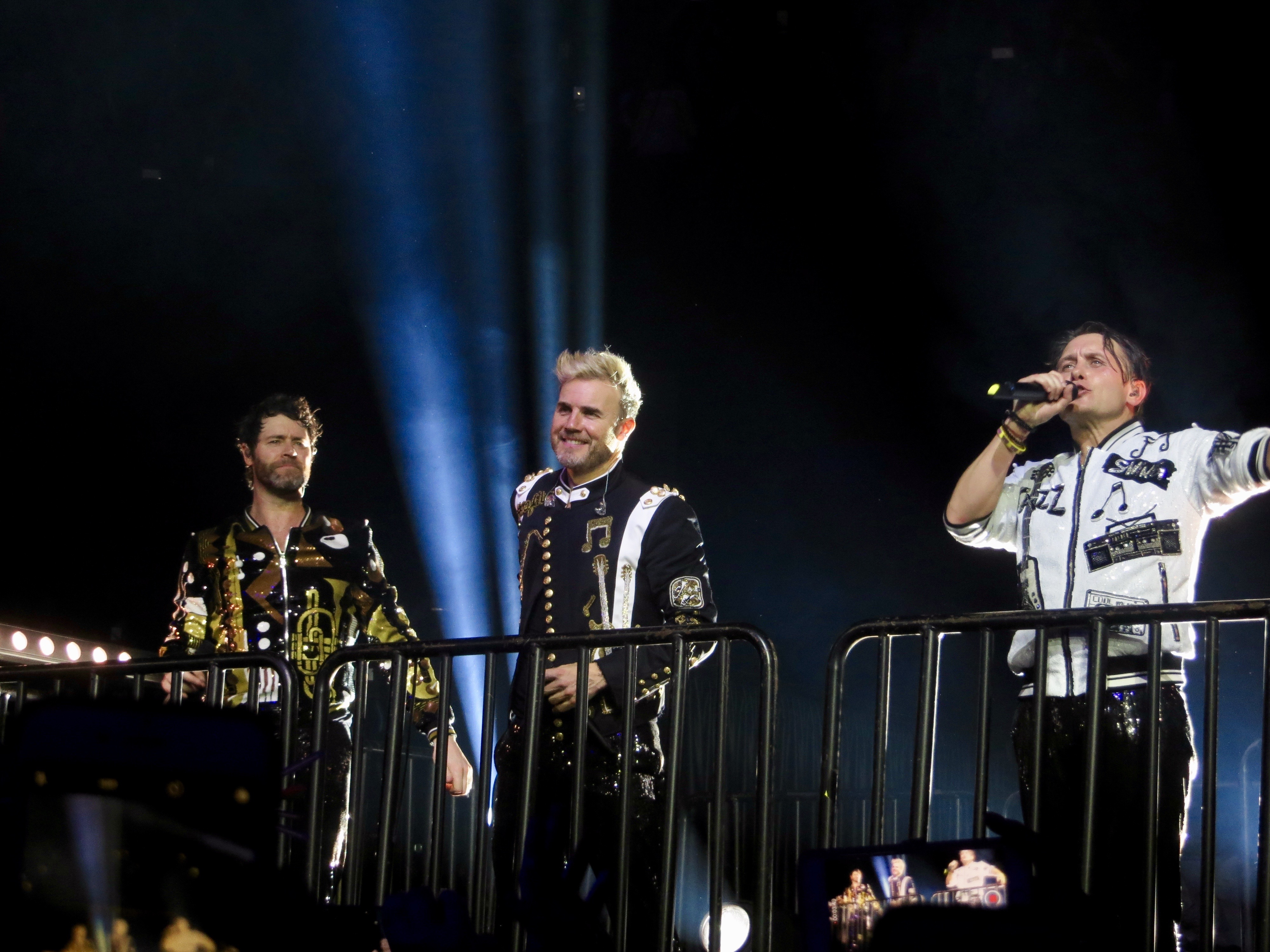
2017年

同年9月24日に、オレンジが脱退したことが明かされた。12月1日リリース予定の7枚目のスタジオ・アルバム『III』は、初の3人編成での作品となった。先行シングル「ジーズ・デイズ」は12曲目の全英シングルチャート首位を獲得。
2017年にはテイク・ザットの楽曲を使用したミュージカル『ザ・バンド』を開始、主役のバンドを決めるためのオーディション番組『レット・イット・シャイン』も同年1月から2月に放映された。番組のファイナルではロビーがゲスト審査員として登場、4人での「ザ・フラッド」のパフォーマンスも行われた。ミュージカルはのちに『グレイテスト・デイズ』と改題され現在も続行、2023年には映画化もされた。同年には8枚目のスタジオ・アルバム『ワンダーランド』を発表。
2018年には結成30周年を記念して過去のヒット曲をリアレンジ・再録音・リミックスしたベスト・アルバム『オデッセイ〜グレイテスト・ヒッツ』を発売、全英1位を記録。
2023年、4年ぶりに再始動し9枚目のスタジオ・アルバム『ディス・ライフ』から先行シングル「ウィンドウズ」を発表。『ディス・ライフ』はオリジナル・アルバムとしては7作目となる全英アルバムチャート1位を記録、イギリス人アーティストとして2023年最大となる初週セールスを記録。
2024年、『ディス・ライフ』を引っ提げて世界ツアーを敢行。その一環として29年ぶりとなる来日公演『THIS LIFE ON TOUR 2024 TOKYO』が開催。

## ソロでの動向
ゲイリー・バーロウ
身長175cm。解散後、バーロウはソロ活動を始め、アルバム『Open Road』を1997年にリリース。また、シングル、"Forever Love"はUKチャート1位をマークした。この後、2枚目のアルバム、"Twelve Months, Eleven Days"をリリースしたが前作ほどのヒットには至らず、レーベルと契約を解除。するとメディアはそろって、「バーロウは遅いテンポのバラードしか歌えない」と報じた。ソロでアメリカ進出を目指すも、前途多難で、かつストレスによる肥満などに悩まされた。チェシャーにスタジオを作ってからは、作詞家やプロデューサーとして活動していた(主にダニー・オズモンド、ブルー、デルタ・グッドレムに楽曲をあたえた)。結局ソロでの成功には行き詰ってしまっていたが、テイク・ザット再結成後は再びソロで作品を発表し、UKチャート上位に入るようになった。
ロビー・ウィリアムズ
身長182cm。1997年にソロアルバム『Life thru a Lens』をリリース。ファースト・シングル、"Freedom"はジョージ・マイケルのカバー・ソングである。5枚目のシングル、"Angels"が大ヒットし、これは彼の代表的な曲となった。それからは『I've Been Expecting You』、『Sing When You're Winning』、『Escapology』と数々のアルバムをリリースし、シングル・アルバムともに大ヒットを連発。2005年には世界中でトータル4,500万枚を売り上げたとしてUKで「最も売り上げの多い歌手」、「イギリス音楽史上、もっとも成功した男性ソロアーティスト」と名づけられた。
マーク・オーエン
身長168cm。ソロとしてのデビューシングル"Child"はUKチャート3位になる。続くセカンドシングル"Clementine"もUKチャートの3位を記録する。他のメンバーに先駆けて1996年12月に1作目のソロアルバム『Green Man』を発売。その後もシングル"I Am What I Am"をUKにてリリースする。
2002年には、テレビ番組"Celebrity Big Brother"で勝ち残りナンバー1になったことで、再び世間の注目を集める。2004年にイギリスで4位にチャートインした"Four Minute Warning"を含む2作目のアルバム「In Your Own Time」(日本では未発売）を発売。その後もシングル“Alone Without You”をUKリリース。
そして2006年1月には3作目のアルバムとなる「How the Mighty Fall」をリリースし、シングル曲"Hail Mary"も同年UKリリースされた。
2007年の夏に再びソロアルバムの制作に取り組むという噂があったが、実際に4作目のソロアルバム「The Art Of Doing Nothing」がリリースされたのは2013年であった。本作はシングルヒットはなかったものの、アルバム自体はUKチャート29位を記録した。2022年、5枚目のソロアルバム「Land Of Dreams」はUKチャート5位を記録している。
ソロでイギリスや、ヨーロッパ各地で何度もプロモーション&ライブツアーが行なわれている。すべてのソロアルバムで自身が作詞作曲し、「How the Mighty Fall」では独自のレーベルを立ち上げ制作したほど、ソングライティングにはとても熱心で意欲的である。日本でも「Green Man」発売時にプロモーションで単独で来日、2006年にもプロモーションとミニライブでの単独来日を果たしている。
ハワード・ドナルド
身長182cm。シングル、"Speak Without Words"を収録したが、発売までには至らなかった。その後、イギリス、ドイツでDJとして活躍し評判も良く、クラブをめぐるツアーを何度も行なっている。テイク・ザットの活動の合間にもDJとして活動したりしている。
ジェイソン・オレンジ
身長182cm。音楽という方向性から一転、アクターズスクールにて演技を学び、俳優としてイギリスのミュージカルやTVドラマに出演した経験がある。脱退後は一切表舞台に出なくなり、事実上引退している。最後の公の場はロンドンオリンピック閉会式だった。

## 日本との繋がり
1993年3月、デビューアルバム『テイク・ザット&パーティ』で日本デビュー。同年3月25日にプロモーションのため初来日した。メンバーそれぞれが日本全国各地を訪れるプロモーション活動もあった。六本木のジュリアナ東京ではミニライブが開催された。メンバーが東京の浅草を訪れた様子が日英の洋楽雑誌で見られた。
2007年3月にはアルバムプロモーションのため、再結成後初の来日を果たし、2024年には『ディス・ライフ・オン・ツアー』の一環として29年ぶりの来日公演が行われた。この東京公演がツアーのファイナルでもあり、オーエンはインタビューに対し日本に対する好印象、再訪できる喜び、そして東京で締め括るフィナーレの日はスペシャルな日になるだろうと語っている。

## ゲイリーとロビーの関係
1996年のテイク・ザット解散後、ゲイリーとロビーはソロ活動を始めた。メディアはそろってどちらが成功をおさめるかを報道し、まず最初に成功を収めたのがゲイリーであった。ロビーも"Freedom"、"South of The Border"、"Lazy Days"といったシングルをリリースするが、どの曲もゲイリーを上回ることができなかった。また、酒と薬の乱用から嫌われ者になりつつあった。そんな中でリリースした"Angel"が世界各国のチャートで1位を記録する大ヒットを収め、またゲイリーのセカンドアルバムがUKチャート20位以内にランクインできなかったこともあり、音楽・メディア業界でロビーの人気は爆発的なものとなる。そしてゲイリーを人間、そしてミュージシャンとして貶すようになる。この言動はゲイリーがレコード会社と1999年に解約し、そして8年もの間メディアから消えるほどのものであった。その後もロビーは成功を収め、メディアが騒がなくなった頃にゲイリーは結婚し、家庭をもった。
2005年のドキュメンタリー、"Take That - For The Record"ではゲイリーとロビーの両者がそのときの心境を語り、インタビュー内でロビーはゲイリーに行ったことを謝罪。また、ゲイリーのことを「見事な作詞家であり、見事な歌手」と証した。またゲイリーは当時の様子を「みんなが見たがる昔かたぎのバトルで、最後に勝者は一人しかいない。」と表し、それでもロビーのようなキャリアを積みたかったと語っている。そのドキュメンタリーでは最後にロビーが「彼の幸せな家庭と僕の経歴を交換したい」と告白して終わる。実際、元マネージャーのマーティン・スミスも「どちらが本当に幸せなのか、(ファンには)よく考えてほしい。」と発言している。
2007年に1996年以来初めて両者は再会し、関係を修復しはじめた。
2008年11月8日、バーロウと息子2人、そしてロビーはエミレーツ・スタジアムでマンチェスター・ユナイテッド対アーセナル戦を一緒に観戦、Sky Sportsのインタビューでも「まだ一言も話していない」「（この再開は）もっと関係を悪化させるかも」などジョークを言いあうほどであった。また、試合中に笑いながら観戦する様子も放送された。
2010年10月8日に発売されたロビーのベストアルバム『グレイテスト・ヒッツ 1990-2010』に新たに収録された二人名義の楽曲「シェイム」を発表する。歌詞は過去に仲違いをしてしまった旧友同士が関係を修復しようとするという内容で、更にPVは『ブロークバック・マウンテン』のパロディであり、ロビーとバーロウの仲に対する噂を皮肉っている。またPVではテイク・ザットを一人離れて爆発的なヒットを飛ばす傍ら、他の4人だけでグループが再結成されたことに対するロビーの寂しさにも焦点が当てられている。
2012年10月29日にリリースしたロビーのシングル「キャンディ」はゲイリーとの共作である。

## ディスコグラフィ

### スタジオ・アルバム
- 『テイク・ザット&パーティ』 - Take That & Party (1992年)
- 『エヴリシング・チェンジズ』 - Everything Changes (1993年)
- 『ノーバディ・エルス』 - Nobody Else (1995年)
- 『ビューティフル・ワールド』 - Beautiful World (2006年)
- 『ザ・サーカス』 - The Circus (2008年)
- 『プログレス』 - Progress (2010年)
- 『III』 - III (2014年)
- 『ワンダーランド』 - Wonderland (2017年)
- 『ディス・ライフ』- This Life (2023年)

### EP
- 『プログレスド』 - Progressed (2011年)

## 来日公演
- Nobody Else Tour 1995
  - 1995年10月14日、代々木第一体育館
  - 1995年10月15日、代々木第一体育館
- This Life On Tour 2024 Tokyo
  - 2024年11月18日、東京ガーデンシアター